# István Burián von Rajecz

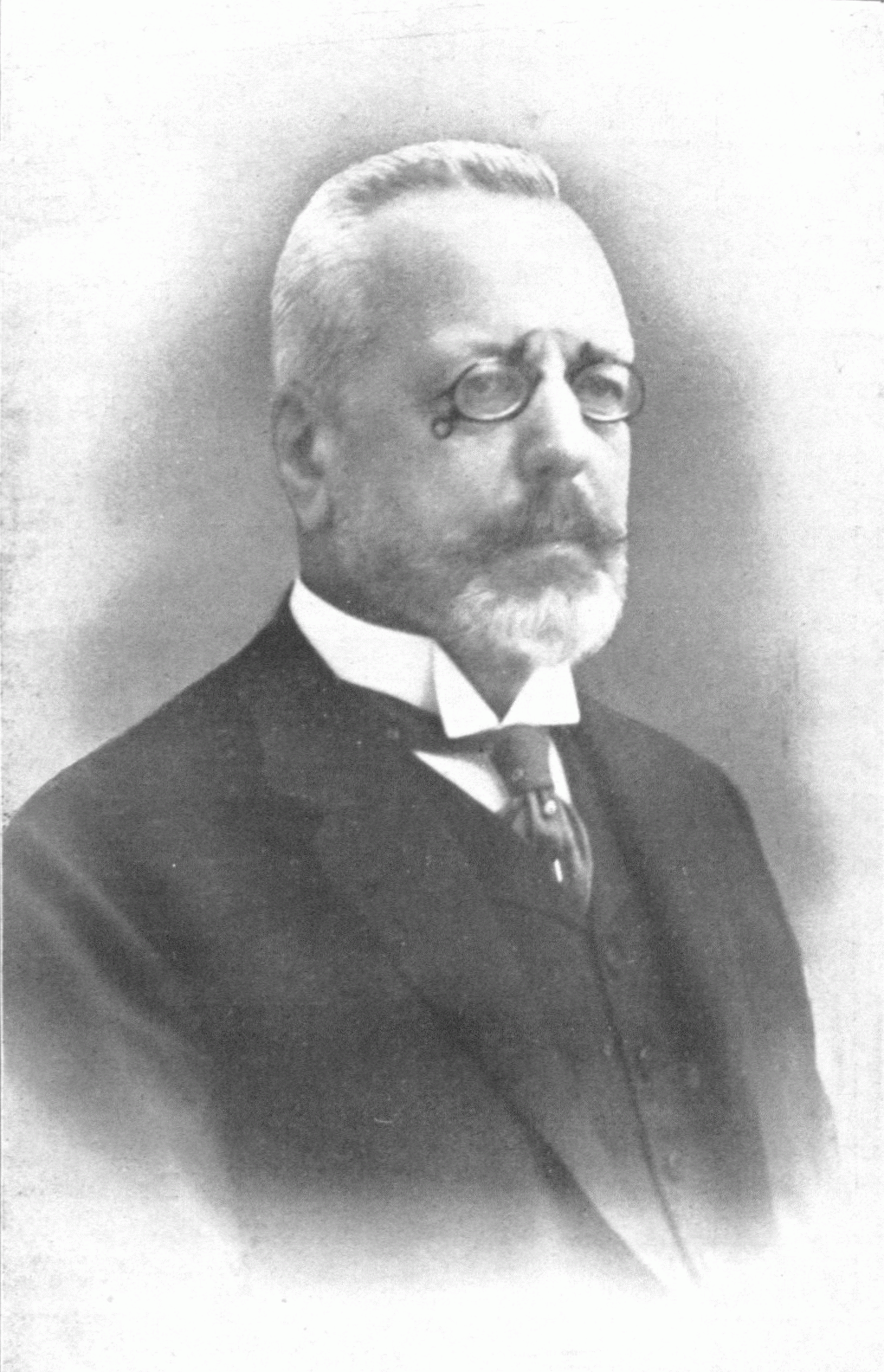
István Burián von Rajecz

Baron (vanaf 1918 graaf) István Burian von Rajecz (Stampfen, 16 januari 1851 – Wenen, 20 oktober 1922) was een Oostenrijks-Hongaars politicus. Afkomstig uit de Boheemse adel. Van 1903 tot 1912 was hij rijksminister van financiën van de beide rijksdelen, Oostenrijk en Hongarije. Hij was tevens gouverneur van Bosnië en Herzegovina.
Op 13 januari 1915 werd hij benoemd tot minister van Buitenlandse Zaken van Oostenrijk-Hongarije. Via onderhandelingen met Italië trachtte hij (tevergeefs) dat land te overreden neutraal te blijven en niet de zijde der Entente te kiezen. Ook de oorlogsverklaring van Roemenië kon hij niet verhinderen, wat tot zijn aftreden leidde (1916). Sinds december 1916 was hij opnieuw rijksminister van Financiën. In april 1918 volgde hij Czernin van Chudenitz op als minister van Buitenlandse Zaken. Hij keurde de plannen voor onderhandelingen met de Entente, achter de rug van de Duitser om, af en op 25 oktober 1918 trad hij af. Vanaf 1918 mocht hij zich Graf von Rajecz noemen.
Graaf Gyula II Andrássy volgde hem als minister van Buitenlandse Zaken op.